# Мелони, Джорджа
Джо́рджа Мело́ни (итал. Giorgia Meloni; род. 15 января 1977, Рим, Италия) — итальянский политический и государственный деятель, первая в истории женщина на посту председателя Совета министров Италии с 22 октября 2022 года, бывший министр по делам молодёжи в четвёртом правительстве Сильвио Берлускони (2008—2011). Лидер партии «Братья Италии» (с 2014 года) и бывший президент Партии европейских консерваторов и реформистов (с 2020 по 2025 год).

## Биография

### Ранние годы
Родилась 15 января 1977 года в Риме. Дочь Франческо Мелони, юриста родом с Сардинии, и Анны Параторе, родом с Сицилии. В возрасте трёх лет переселилась вместе с сестрой и матерью в квартал Гарбателла после того, как, согласно её собственным воспоминаниям, вместе со своей сестрой случайно устроила поджог в прежнем доме. Отец к тому времени ушёл из семьи (отправился на Канары на парусной яхте «Cavallo pazzo», то есть «Бешеная лошадь»). С двенадцатилетнего возраста Джорджа с отцом не общается.

### Политическая карьера
Получила среднее специальное образование в области лингвистики в институте имени Америго Веспуччи в 1996 году. В возрасте 15 лет создала студенческое объединение «Предки» (Gli Antenati), которое считало своей задачей борьбу с проектом школьной реформы, задуманной министром образования Руссо-Ерволино. В 1996 году возглавила организацию «Студенческое действие» (Azione Studentesca), в 1998 году избрана от Национального альянса в совет провинции Рим и состояла в Комиссии по делам культуры, школы и молодёжной политики до 2003 года. В 2001 году лидер Национального альянса Джанфранко Фини назначил Мелони координатором Национального руководящего комитета молодёжной организации партии «Молодёжное действие» (Azione Giovani). В 2004 году на национальном съезде этой организации в Витербо возглавила её. 8 мая 2008 года стала министром без портфеля по делам молодёжи в четвёртом правительстве Берлускони (в возрасте 31 года оказалась самым молодым министром в истории Итальянской республики). Позднее также возглавила молодёжную организацию Народа свободы «Молодая Италия» (Giovane Italia).
В Палате депутатов XV созыва в 2006—2008 годах Мелони состояла во фракции Национального альянса, а в Палате XVI созыва в 2008—2011 годах — Народа свободы. В Палате депутатов XV созыва с 4 мая 2006 по 28 апреля 2008 года являлась заместителем председателя палаты, с 29 июня 2006 года по 28 апреля 2008 года возглавляла Комитет по делам связи и зарубежной информации (Comitato per la comunicazione e l’informazione esterna) и Комиссию по присвоению статуса биржи фонду Карло Финци (Commissione per il conferimento delle borse di studio della fondazione «carlo finzi»).
В 2011 году издательство Sperling & Kupfer выпустило в свет книгу Джорджи Мелони Noi crediamo. Viaggio nella meglio gioventù d’Italia («Мы верим. Путешествие к лучшим молодым людям Италии»).

### «Братья Италии»
В июне 2012 года Джорджа Мелони вышла из Народа свободы и в декабре того же года вместе с Иньяцио Ла Русса и Гвидо Крозетто основала партию «Братья Италии — Национальный правый центр».
После парламентских выборов 2013 года Мелони вновь прошла в нижнюю палату парламента, где с 19 марта 2013 года входила в Смешанную фракцию, а 3 апреля 2013 года перешла во фракцию «Братья Италии — Национальный альянс».
8 марта 2014 года Мелони избрана председателем партии «Братья Италии».
Весной 2014 года пресса стала называть имя Джорджи Мелони в числе возможных преемников Сильвио Берлускони как лидера правоцентристских сил Италии, а осенью того же года появились сообщения об итогах некоторых опросов общественного мнения, согласно которым Мелони оказывалась на втором месте после действующего премьер-министра Маттео Ренци в рейтинге доверия.
4 ноября 2015 года объявила об учреждении движения Terra nostra — Italiani con Giorgia Meloni (Наша земля — итальянцы с Джорджей Мелони), призванного объединить все правоцентристские силы.

### Выборы мэра Рима (2016 год)
17 марта 2016 года Джорджа Мелони объявила о намерении принять участие в выборах мэра Рима при поддержке Лиги Севера Маттео Сальвини. Своим решением она политически расколола лагерь правоцентристов, поскольку «Вперёд, Италия» Сильвио Берлускони к этому моменту уже выдвинула кандидатуру Гвидо Бертолазо.
5 июня 2016 года потерпела поражение в первом туре выборов с результатом 20,64 % голосов и осталась третьей, уступив заместителю председателя Палаты депутатов Италии Роберто Джакетти (24,87 %) и кандидату Движения пяти звёзд Вирджинии Раджи (35,25 %).

### Парламентские выборы 2018 года и дальнейшие события
4 марта 2018 года «Братья Италии» пошли на парламентские выборы в составе правоцентристской коалиции, набравшей относительное большинство голосов избирателей. Из-за возникновения «подвешенного» парламента формирование нового правительства затянулось, и наиболее вероятной стала коалиция Движения пяти звёзд исключительно с Лигой Севера, без участия других правоцентристских сил. 27 мая президент Маттарелла отказался утвердить согласованный между партиями состав кабинета из-за участия в нём евроскептика Паоло Савона и предложил формирование «технического» правительства экономисту Карло Коттарелли, после чего Мелони первой среди политиков в ситуации невиданного для страны конфликта ветвей власти потребовала импичмента главы государства. 1 июня 2018 года президент утвердил состав Кабинета без участия «Братьев Италии» во главе с Джузеппе Конте, после чего министры вступили в должность.
29 сентября 2020 года Мелони избрана председателем Партии европейских консерваторов и реформистов.
24 февраля 2022 года в 7 часов 40 минут, когда главной новостью было начавшееся ночью вторжение российских войск на Украину, Мелони опубликовала в своём Твиттере пост с выражением возмущения по поводу решения об участии французского министра в ближайшем заседании итальянского правительства и назвала Квиринальский договор о сотрудничестве между Францией и Италией, на основании которого это стало возможно, «абсурдным» и «принятым без обсуждения в парламенте». Лишь после 9.00 она разместила пост в Facebook, назвав действия президента Путина «неприемлемыми» и заявив:

Европа возвращается в прошлое, которое мы надеялись не пережить заново. Это время выбора стороны. Запад и международное сообщество едины в принятии любых мер, необходимых для поддержки Киева и соблюдения международного права.
Оригинальный текст (итал.)L'Europa ripiomba in un passato che speravamo di non rivivere più. È il tempo delle scelte di campo. L'Occidente e la comunita' internazionale siano uniti nel mettere in campo ogni utile misura a sostegno di Kiev e del rispetto del diritto internazionale.
— 

### Парламентские выборы 2022 года
На завершающем этапе подготовки к назначенным из-за развала правительственной коалиции досрочным парламентским выборам 2022 года Мелони заявила, что в случае формирования правительства «Братьями Италии» политика в отношении России останется прежней, но министры правительства Драги в новый кабинет не войдут.
По итогам выборов, состоявшихся 25 сентября 2022 года, Мелони была переизбрана в Палату депутатов от одномандатного 3-го округа Абруццо (город Л’Акуила) с результатом 51,5 %. Правоцентристская коалиция в составе «Братьев Италии», «Вперёд, Италия!», Лиги и блока «Мы умеренные / Лупи — Тоти — Бруньяро — СЦ» набрала 43,8 % голосов на выборах в Палату депутатов (при этом доля «Братьев Италии» составила 26 %), что обеспечило ей абсолютное большинство в нижней палате парламента (235 мест из 400), а также 44 % на выборах в Сенат (112 мест из 200).
Переговоры среди правоцентристов об условиях формирования коалиции затянулись, и 14 октября, на следующий день после избрания Иньяцио Ла Русса председателем Сената без поддержки партии Вперёд, Италия, журналисты сфотографировали в зале заседаний Сената листок бумаги, на котором Сильвио Берлускони переписал свои претензии к Мелони: «самоуверенная, властная, высокомерная и агрессивная» (Supponente, prepotente, arrogante e offensiva).
21 октября 2022 года Мелони представила президенту Италии Серджо Маттарелле список министров будущего правительства, он с ним согласился и поручил Джордже Мелони формирование кабинета, назначив приведение к присяге на 22 октября в 10.00.

### Премьер-министр Италии

#### 2022 год
22 октября 2022 года после приведения к присяге и вступления в должность Джорджа Мелони официально стала первой женщиной во главе итальянского правительства. Она получила официальные поздравления от главы Еврокомиссии Урсулы фон дер Ляйен и спикера Европарламента Роберты Метсола, а премьер-министр Венгрии Виктор Орбан опубликовал пост в Твиттере: «Поздравления Джордже Мелони с формированием её правительства! Это великий день для европейских правых».
23 октября 2022 года Мелони провела в Риме неформальные переговоры с президентом Франции Эмманюэлем Макроном, который прибыл с визитом в Ватикан.
25 октября 2022 года в своём первом выступлении перед парламентом премьер-министр Италии Джорджа Мелони заявила, что новое правительство страны сталкивается с одними из самых серьезных проблем со времен Второй мировой войны, а экономика может погрузиться в рецессию уже следующем году. По её словам, кабинету министров придется потратить значительные средства на сдерживание последствий энергетического кризиса, а это означает, что придется отложить ряд ожидаемых бюджетных мер. Мелони процитировала прогноз Международного валютного фонда, предсказывающий, что экономика Италии сократится на 0,2 % в 2023 году.
22 декабря 2022 года Мелони заявила в программе Бруно Веспа Porta a Porta на Rai 1, что Италия никогда не примет условия Европейского стабилизационного механизма, а также что Мелони готова выдержать бой с Брюсселем на тему приёма мигрантов (по её словам, «те, кого мы принимаем — банально те, у кого есть деньги, чтобы заплатить контрабандистам») и намерена провести реформу безусловного базового дохода, поскольку государство не может платить тем, кто ждёт «работу мечты».

#### 2023 год
24 марта 2023 года заявила на траурной церемонии в память 79-й годовщины расстрелов в Ардеатинских пещерах: «335 невинных итальянцев были убиты только за то, что были итальянцами». Эта формулировка возмутила оппозицию, а президент Национальной ассоциации партизан Италии Джанфранко Пальяруло прокомментировал высказывание премьер-министра: все казнённые, разумеется, были итальянцами, но нацистские оккупанты в ходе карательной операции отобрали для расправы антифашистов, партизан и евреев, что нельзя замалчивать.
18 апреля 2023 года в публичном выступлении на Миланском мотосалоне Мелони высказалась за сокращение иммиграции и повышение рождаемости в Италии во избежание «этнического замещения». Оппозиция обвинила её в приверженности идеям белого супремасизма и следовании одной из теорий заговора, а именно вере в существование плана этнического замещения европейцев иммигрантами из Азии и Африки.
13 мая 2023 года встретилась с прибывшим в Италию президентом Украины Владимиром Зеленским и заявила на совместной пресс-конференции о твёрдой поддержке «на 360 градусов» территориальной целостности, суверенитета и независимости Украины в войне с Россией, о близости итальянского народа к украинскому народу, разделяющему общие ценности свободы и демократии, а также о военной помощи и поддержке Италией законных надежд Киева на евроинтеграцию и предоставление Украине статуса кандидата на вступление в Евросоюз, но исключая принятие Украины в НАТО.
30 июня 2023 года ранним утром после ожесточённой ночной дискуссии в правительственной коалиции сторонники жёсткой линии отказа от Европейского стабилизационного механизма Джорджа Мелони и Маттео Сальвини потерпели поражение от умеренных — Джорджетти, Фитто и Тремонти и уступили давлению Евросоюза. В результате принято решение правительства лишь о приостановке на четыре месяца вступления в силу ЕСМ для лучшей подготовки финансовой системы и экономики Италии.
2 августа 2023 года Джорджа Мелони подала официальную жалобу на вокалиста группы Placebo Брайана Молко. Поводом стало его публичное выступление 18 июля на концерте в Ступиниджи (близ Турина), во время которого он прервал шоу и, обращаясь к публике на итальянском языке, использовал в адрес Мелони нецензурные выражения, в том числе назвав её «расисткой», «фашисткой» и «нацисткой». Прокуратура начала расследование в рамках статьи, предусматривающей административное наказание за публичное оскорбление институтов Республики, включая штраф до 5000 евро.

#### 2024 год
24 февраля в ходе визита в Киев, приуроченного ко второй годовщине боевых действий, Мелони и президент Украины Владимир Зеленский подписали двустороннее соглашение о сотрудничестве в области безопасности, которое не содержит конкретных цифр размеров оказываемой Украине помощи в форме обучения военнослужащих, сотрудничества в энергетике и содействия в послевоенном восстановлении.
9 июня завершились выборы в Европейский парламент, относительную победу на которых в Италии одержала партия «Братья Италии» (28,8 % голосов и 24 депутатских мандата из 76, отведённых Италии). Лига и блок Вперёд, Италия-Мы умеренные получили по 8 мест в Европарламенте, что означает 40 мест у правых партий и небольшое преимущество над Демократической партией, Движением пяти звёзд и Альянсом зелёных и левых.
14-15 июня на курорте Борго Эньяциа в Фазано (Апулия) состоялся 50-й саммит G7.
16 июня завершилась мирная конференция по Украине в отеле Бюргеншток (Швейцария). В заключительный день её работы Мелони заявила: «Смешивание понятий мира и подчинения создало бы опасный прецедент для всех».
19 июня Палата депутатов большинством 172 голоса против 99 одобрила в окончательном чтении законопроект о дифференцированной автономии, кардинально расширяющий права регионов.
16 октября Сенат Италии голосами 84 сенаторов против 58 при отсутствии воздержавшихся одобрил в окончательном чтении предложенный депутатом от «Братьев Италии» Каролиной Варки законопроект о запрещении в Италии суррогатного материнства, осуществлённого в странах, где оно легально (в Италии оно было запрещено и раньше под страхом лишения свободы на срок до двух лет). Мелони поддержала это решение, назвав его проявлением «здравого смысла против коммерциализации женского тела и детей».

#### 2025 год
4 января Мелони нанесла не объявленный заранее визит в Мар-а-Лаго — личную резиденцию избранного президента США Дональда Трампа и провела с ним встречу за две с лишним недели до вступления его в должность 20 января и за несколько дней до предполагаемого визита действующего президента США Джо Байдена в Италию. 9 января президент Байден отменил визит в Италию, мотивировав своё решение обширными природными пожарами в Калифорнии.
8 января вернулась в Италию журналистка Чечилия Сала, освобождённая из-под ареста в Иране. Она содержалась в тегеранской тюрьме с 19 декабря 2024 года и оказалась там через три дня после задержания в Милане иранца Мохаммада Абедини Наджафабади (Mohammad Abedini Najafabadi) по запросу США, обвинивших его в причастности к закупкам комплектующих для БПЛА, использованных при нападении в 2024 году, в котором погибли несколько американских военнослужащих на территории Иордании. Иран отрицал свою причастность к нападению и обвинения в захвате журналистки для обмена. В официальном сообщении итальянского правительства об освобождении Чечилии Сала не содержалось информации о Мохаммаде Абедини.
11 января опубликован рейтинг популярности политических партий Италии от Euromedia, согласно которому популярность «Братьев Италии» достигла исторического максимума: 31,5 %.
12 января адвокат Мохаммада Абедини сообщил прессе, что его клиент вышел из тюрьмы по решению министра юстиции Карло Нордио.
13 января новым лидером Партии европейских консерваторов и реформистов вместо Джорджи Мелони избран Матеуш Моравецкий.
28 января Мелони сообщила о начатом прокуратурой Рима расследовании против неё, министра юстиции Карло Нордио, министра внутренних дел Маттео Пьянтедози и секретаря аппарата правительства Альфредо Мантовано по подозрению в казнокрадстве и укрывательстве в связи с освобождением и возвращением в Ливию генерала Усамы Альмасри Нжеема, который был задержан в Италии по запросу Международного уголовного суда. По утверждению Мелони, апелляционный суд Рима не смог утвердить арест, поскольку ордер МУС не был передан Министерству юстиции. 5 августа были сняты обвинения с Мелони ввиду отсутствия доказательств её осведомлённости обо всех обстоятельствах дела и участия в принятии решения.
8-9 июня состоялся референдум о четырёх поправках в трудовое законодательство (право на повторный приём на работу в случае незаконного увольнения; установление максимального предела компенсации за незаконное увольнение в малом бизнесе; обязательное указание мотивировки при заключении трудовых контрактов на срок менее двенадцати месяцев; отказ от солидарной ответственности заказчика, подрядчика и субподрядчика в случае несчастных случаев на производстве) и одной поправки в закон о принятии в гражданство — сокращение вдвое срока проживания в стране, необходимого для получения права на обращение с ходатайством о получении гражданства. Явка составила чуть выше 30 %, а для придания юридической силы результатам голосования требовалось 50 %. На все вопросы получен положительный ответ (по поправкам в трудовое законодательство результаты от 85 % до более 87 %, по вопросу о гражданстве — чуть более 65 %).
6 августа Мелони поддержала решение Межведомственного комитета экономического планирования и уверенного развития (CIPESS) о строительстве моста через Мессинский пролив.

## Взгляды на фашизм
20 апреля 1996 года, в возрасте 19 лет, Джорджа Мелони в интервью французскому тележурналу Soir 3 телеканала France 3 заявила, что Бенито Муссолини был «хорошим политиком» и «лучшим за последние пятьдесят лет в Италии».
В 2006 году Мелони сказала, что у неё «спокойное отношение к фашизму» и что она рассматривает его как часть итальянской национальной истории. При этом она осудила Муссолини за «ошибки», в том числе за принятие расовых законов, вступление Италии во Вторую мировую войну и создание авторитарного режима.
В 2020 году, в годовщину смерти Джорджо Альмиранте — исторического лидера неофашистского Итальянского социального движения — Мелони публично почтила его память. Это вызвало критику, учитывая, что в годы фашистского режима Альмиранте был главным редактором пропагандистского журнала «В защиту расы», который в 1938 году опубликовал «Итальянский расовый манифест».

## Личная жизнь
30 января 2016 года во время манифестации в Большом цирке противников легализации усыновления однополыми парами Family Day Джорджа Мелони публично объявила о беременности от своего бойфренда — телеведущего канала TGcom24 Андреа Джамбруно (Andrea Giambruno). 16 сентября 2016 года у неё родилась дочь Джиневра.
8 сентября 2019 года Мелони сообщила в интервью «Corriere della Sera», что в течение нескольких месяцев её преследовал некий мужчина, утверждавший, что он — отец дочери Мелони, и она похитила её у него. Подозреваемый был задержан и к нему применена мера пресечения в форме домашнего ареста.
20 октября 2023 года объявила о разрыве с Джамбруно после громкого скандала — двумя днями ранее тот во время рекламной паузы в передаче Striscia la Notizia повёл себя непристойно в отношении соведущей, его поступок был снят на видео присутствующей в студии публикой и видео стало вирусным.
Старшая сестра, Арианна Мелони — координатор секретариата партии «Братья Италии».

## Награды
- Орден Белой розы Финляндии (2023)
- Орден Изабеллы Католической (2024, Испания)
- Орден Свободы (5 июля 2024 года, Украина) — за выдающиеся личные заслуги в укреплении украинско-итальянского межгосударственного сотрудничества, поддержку государственного суверенитета и территориальной целостности Украины[66]